# Scytodes yphanta
Scytodes yphanta là một loài nhện trong họ Scytodidae.
Loài này thuộc chi Scytodes. Scytodes yphanta được Jia-Fu Wang miêu tả năm 1994.